# 皇家拱門
皇家拱門（英語：Royal Arch），又稱為維多利亞拱門（Victoria Arch），是一個位於蘇格蘭鄧迪的拱門，建於19世紀中期，於1964年拆除。

## 歷史
皇家拱門興建目的是紀念維多利亞女王及阿尔伯特亲王於1844年造訪鄧迪。兩人前往鄧迪探望阿索爾公爵及其姪甥喬治·默里，然後在1844年10月1日離開返回倫敦。
早期的皇家拱門是由木材建成。後來經過一場設計比賽後，新的拱門由華勒斯紀念碑設計師約翰·托馬斯·羅切德負責建造，採用堅固的砂岩取代原本的木拱門。拱門長約80尺，採用盎格魯-諾曼式建築風格，中央是一個大凱旋門，而兩旁則各有一個小凱旋門。皇家拱門在1964年3月16日因為修建泰道路橋而拆除。